# Zenel Bastari
Zenel Bastari (ur. 1767 w Tiranie, zm. 1837) – osmański poeta i teolog narodowości albańskiej, prekursor krytycznego realizmu w Albanii. Uważany za jednego z pierwszych antyfeudalnych pisarzy w Albanii.
Tworzył dywany w języku albańskim zapisywanym alfabetem arabskim.